# Station Falls Of Cruachan
Falls Of Cruachan is een spoorwegstation van National Rail in Argyll and Bute in Schotland. Het station is eigendom van Network Rail en wordt beheerd door ScotRail. Het station is een request stop, waar treinen alleen stoppen op verzoek. Treinen stoppen hier alleen in de zomer, omdat het station geen verlichting heeft. Daarom mag hier in het donker niet gestopt worden.